# Gran Premio Tino Triossi
Gran Premio Tino Triossi är ett travlopp för 4-åriga varmblodiga travhästar som körs på Ippodromo Capannelle i Rom i Italien. Loppet har körts över ett flertal distanser, men körs sedan 1981 över 2 100 meter med autostart. Det är ett Grupp 1-lopp, det vill säga ett lopp av högsta internationella klass, och förstapris är 64 400 euro.
Bland segrarna i loppet finns bland annat Zacon Gio, Vitruvio, Raja Mirchi och Varenne.

## Segrare
| År   | Vinnare          | Kusk                  | Tränare               | Tid      |
| ---- | ---------------- | --------------------- | --------------------- | -------- |
| 2023 | Desiderio d'Esi  | Santo Mollo           | Mauro Baroncini       | 1.12,0a  |
| 2022 | Callmethebreeze  | Andrea Guzzinati      | Philippe Allaire      | 1.12,8a  |
| 2021 | Bengurion Jet    | Alessandro Gocciadoro | Alessandro Gocciadoro | 1.12,8a  |
| 2020 | Always Ek        | Andrea Guzzinati      | Alessandro Gocciadoro | 1.12,5a  |
| 2019 | Zacon Gio        | Roberto Vecchione     | Holger Ehlert         | 1.11,3a  |
| 2018 | Vitruvio         | Alessandro Gocciadoro | Alessandro Gocciadoro | 1.12,7a  |
| 2017 | Dijon            | Romain Derieux        | Romain Derieux        | 1.13,1a  |
| 2016 | Timone Ek        | Björn Goop            | Fabrice Souloy        | 1.13,2a  |
| 2015 | Sugar Rey        | Pietro Gubbelini      | Erik Bondo            | 1.14,1a  |
| 2014 | Tiger Woods As   | Robin Bakker          | Paul Hagoort          | 1.12,6a  |
| 2013 | Princess Grif    | Roberto Andreghetti   | Fabrice Souloy        | 1.12,4a  |
| 2012 | Orsia            | Alessandro Gocciadoro | Enrico Gocciadoro     | 1.13,0a  |
| 2011 | Raja Mirchi      | Andrea Guzzinati      | Lutfi Kolgjini        | 1.12,1a  |
| 2010 | Mondiale Ok      | Giampaolo Minnucci    | Heikki Korpi          | 1.13,8a  |
| 2009 | Lana de Rio      | Santo Mollo           | Santo Mollo           | 1.12,6a  |
| 2008 | Igor Font        | Jean-Michel Bazire    | Fabrice Souloy        | 1.14,1a  |
| 2007 | Ghibellino       | Roberto Andreghetti   | Erik Bondo            | 1.12,47a |
| 2006 | Unforgettable    | Arnold Mollema        | Arnold Mollema        | 1.13,8a  |
| 2005 | Passionate Kemp  | Jorma Kontio          | Markku Neiminen       | 1.14,5a  |
| 2004 | Daguet Rapide    | Pietro Gubbelini      | Maurizio Grosso       | 1.13,9a  |
| 2003 | Pablo As         | Thomas Panschow       | Veijo Kivioja         | 1.13,2a  |
| 2002 | Brandy dei Fiori | Biagio Lo Verde       | Biagio Lo Verde       | 1.14,7a  |
| 2001 | Amity Lb         | Jorma Kontio          | Marco Pettinari       | 1.14,8a  |
| 2000 | Zambesi Flash    | Pietro Gubellini      | Jerry Riordan         | 1.13,8a  |
| 1999 | Varenne          | Giampaolo Minnucci    | Jori Turja            | 1.13,9a  |
| 1998 | Uxer Lb          | Alfredo Pollini       | Alfredo Pollini       | 1.13,9a  |
| 1997 | Kramer Boy       | Johnny Takter         | Johnny Takter         | 1.14,5a  |